# La Parisienne Japonaise
La Parisienne Japonaise (Nederlands: De Japanse Parisienne) is een schilderij van de Belgische kunstschilder Alfred Stevens, geschilderd in 1872, olieverf op doek, 150 x 105 centimeter groot. Het toont een jonge vrouw in een blauwe kimono voor een spiegel. Het werk bevindt zich sinds 2001 in de collectie van het Museum voor moderne en hedendaagse kunst te Luik.

## Context
In 1855 sloot Japan haar eerste handelsverdragen met het Westen en spoedig daarna verschenen Oosterse sieraden, kimono’s, thee en prenten op de Europese markt. Ook de in Parijs werkende Alfred Stevens, die bekendstond als een eclectisch verzamelaar, vulde zijn huis vanaf 1862 met een enorme hoeveelheid Japanse snuisterijen. In zijn woning had hij zelfs een aparte Chinese kamer vol met parasols, maskers, kimono's, kamerschermen, porselein, enzovoort.
De Japanse prentkunst werd in die tijd van grote invloed op de schilderkunst en de decoratieve kunsten. Ook Stevens verwerkte in die tijd ook veelvuldig Oosterse invloeden in zijn werken, net als bijvoorbeeld James McNeill Whistler, met wie hij nauwe betrekkingen onderhield. Beide kunstenaars verwerkten deze invloeden in een soort van estheticistische schilderstijl die het meest duidelijk tot uitdrukking kwam in een reeks vrouwportretten. La Parisienne Japonaise is een typerend voorbeeld. Vrijwel alle objecten die te zien zijn zijn Japans en waarschijnlijk afkomstig uit de persoonlijke collectie van Stevens zelf.

## Afbeelding
La Parisienne Japonaise toont een mondaine vrouw in een sierlijk gedecoreerde blauwe kimono, met in haar rechterhand een waaier, staande voor een spiegel waarin zij zichzelf ietwat dromerig aankijkt. Het spiegelbeeld geeft de kijker tevens een indruk van de ruimte waarin zij zich bevindt, maar een kamerscherm achter haar ontneemt een verder zicht, waardoor de aandacht als vanzelf weer terugkomt bij het model.

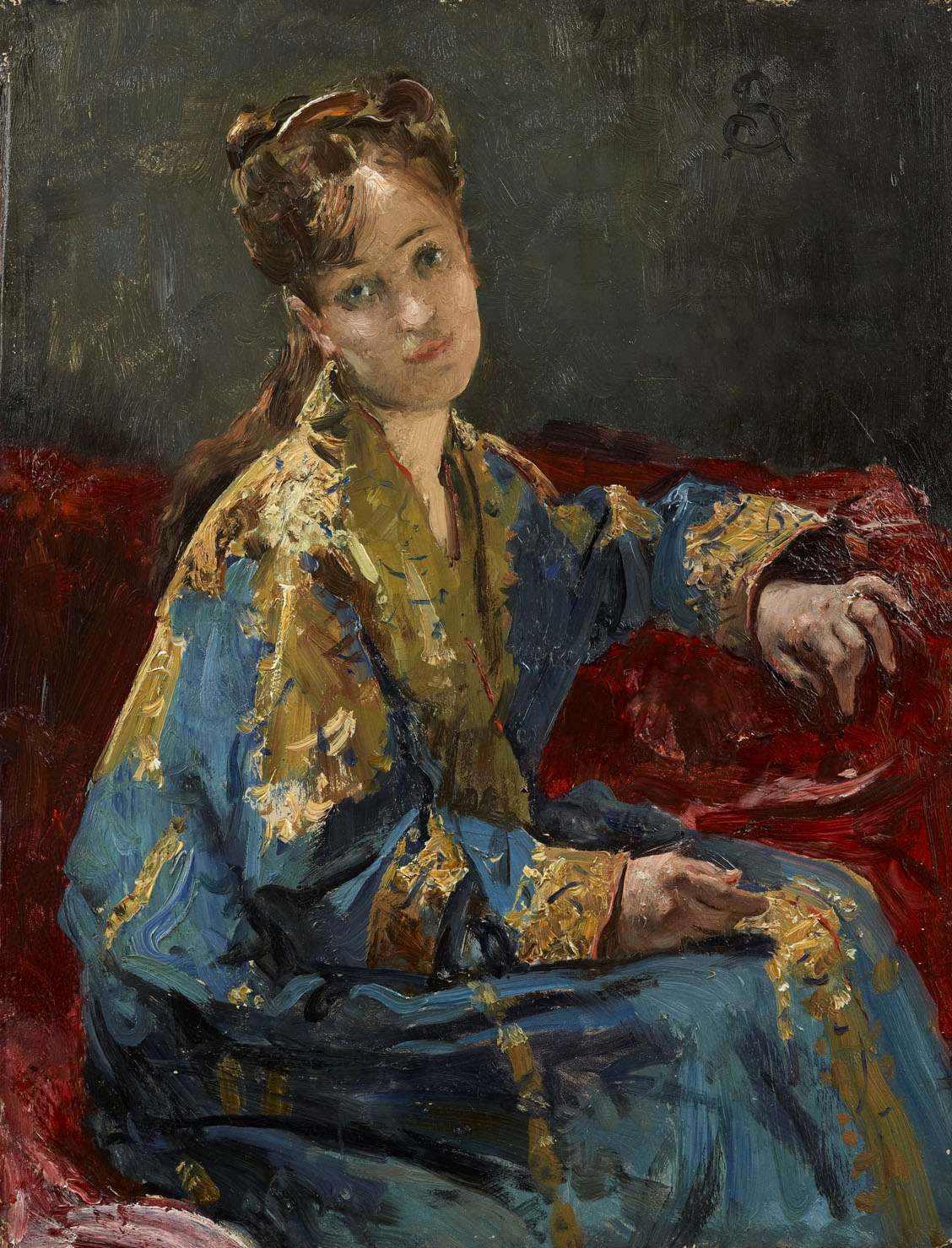
Meisje in kimono, zelfde periode

Stevens beeldt zijn model wordt op een opvallend intieme wijze af. Niet alleen toont hij haar in haar privé-vertrek, binnenshuis, maar ook in haar privé-kleding. De kimono, gedragen als kamerjas, ondersteunt daarmee de intimiteit van het portret. De opzichtige kleding zorgt ervoor dat de jonge vrouw niet alleen sterk aanwezig is in het beeldvlak, maar door die pregnante aanwezigheid in zekere zin ook een verhaal vertelt, hetgeen het geval is bij vrijwel alle vrouwen in de portretten van Stevens. Het nodig uit tot interpretatie: wat speelt in haar gedachten?

## Stevens en mode
Stevens was als kunstenaar altijd sterk geïnteresseerd in vrouwenmode. Kleding zei in zijn opvatting iets over het karakter van de draagster en toonde aan hoezeer ze op de hoogte was van de laatste ontwikkelingen in de maatschappij. De afgebeelde Parisiennes in het oeuvre van Stevens storten zich in de wereld van de mode, niet zozeer vanwege het comfort, maar eerder omdat ze hun leven willen vullen met iets dat voor hen van waarde is. Mode maak het leven van de mondaine dames minder leeg. Tegelijkertijd echter versterkt Stevens deze leegte door een subtiel gebruik van spiegels en perspectiefconstructies, zoals ook te zien is in La Parisienne Japonaise. Hierdoor benadrukt de opzichtige kleding, in dit geval de kimono als kamerjas, tegelijkertijd het theatrale aspect van de Parijse leven in die tijd.